# Pokémon Platino
Pokémon Platino (ポケットモンスター プラチナ?, Poketto Monsutā Purachina) è un videogioco della serie Pokémon per Nintendo DS, pubblicato in Giappone il 13 settembre 2008 e in Europa il 22 maggio 2009; si tratta della versione migliorata di Pokémon Diamante e Perla (2006).
Il videogioco ha venduto oltre un milione di copie nei primi due giorni di vendita in Giappone. Nel 2010 l'organizzazione CESA ha stimato circa due milioni di download illegali di Pokémon Platino, che lo ha reso il capitolo della serie maggiormente soggetto alla pirateria informatica.

## Modalità di gioco
Il videogioco presenta Giratina come mascotte ufficiale, un pokémon leggendario già presente in Pokémon Diamante e Perla. In questo gioco è possibile catturarlo in cima alla Vetta Lancia allo stesso livello dei leggendari Dialga e Palkia nei videogiochi Diamante e Perla. Inoltre, viene introdotta una forma alternativa di Giratina, Forma Originale (オリジンフォルム?, Orijin Forumu), mentre la sua forma presente in Diamante e Perla viene rinominata Forma Alterata (アナザーフォルム?, Anazā Forumu). Il fulcro della storia è un improvviso cambiamento climatico nella regione di Sinnoh. Il raffreddamento è causato da un portale per il Mondo Distorto (やぶれたせかい?, Yabureta Sekai) aperto in cima al Monte Corona. L'abbigliamento degli allenatori è stato modificato per adattarlo alla nuova situazione climatica.
Come Giratina, anche il Pokémon Shaymin ha una forma alternativa, di tipo Erba/Volante, chiamata Forma Cielo (スカイフォルム?, Sukai Forumu). Se trasferito nei primi due titoli della quarta generazione nella sua forma alternativa, Shaymin tornerà alla sua forma originaria chiamata Forma Terra (ランドフォルム?, Rando Forumu). All'interno della regione di Sinnoh sono disponibili Regirock, Regice e Registeel oltre che i Pokémon leggendari della prima generazione Articuno, Zapdos e Moltres. È stato inoltre modificato il Pokémon Rotom: in questa versione può assumere altre cinque differenti forme (Calore, Lavaggio, Gelo, Vortice o Taglio) e apprendere una mossa tra Vampata (Fuoco), Idropompa (Acqua), Bora (Ghiaccio), Eterelama (Volante) o Verdebufera (Erba) se portato all'interno del nascondiglio del Team Galassia situato ad Evopoli (Eterna City).
Il Parco Lotta, introdotto in Pokémon Smeraldo, compare nuovamente in questo gioco. Inoltre, una nuova località chiamata Piazza Wi-Fi permette al giocatore di sfidare altri giocatori tramite la Nintendo Wi-Fi Connection cimentandosi in tre minigiochi.
Nella versione europea del videogioco è stato inoltre rimosso il casinò di Rupepoli e conseguentemente modificati alcuni dialoghi dei personaggi.

## Accoglienza
Il sito di videogiochi 1UP.com ha lodato le nuove aggiunte al gioco e i vari miglioramenti all'interfaccia grafica, affermando che una volta completato, grazie alle missioni secondarie e alle nuove modalità aggiunte il gioco risulta ancora impegnativo e divertente. Il gioco ha ricevuto un punteggio di 36 su 40 dalla rivista giapponese Famitsū.